# Castillo Mackenzie
El Castillo Mackenzie (en italiano: Castello Mackenzie) de Génova es una casa solariega situada en el barrio residencial de Castelletto, cerca de la Piazza Manin y de la estación del ferrocarril Génova-Casella, a cien metros sobre el nivel del mar. Usado como espacio cultural con ocasión de Génova capital europea de la cultura 2004, en otoño de 2006 fue una de las sedes del Festival della Scienza.

## «Capricho de rey»
El Castillo Mackenzie fue definido capriccio da Re («capricho de rey») y está considerado uno de los ejemplos más logrados del gusto arquitectónico de finales del siglo xix, que tenía como objetivo recuperar las propuestas de la Edad Media (otro ejemplo de esto es el cercano Castello d'Albertis), con elementos que recuerdan al estilo gótico y al manierismo.

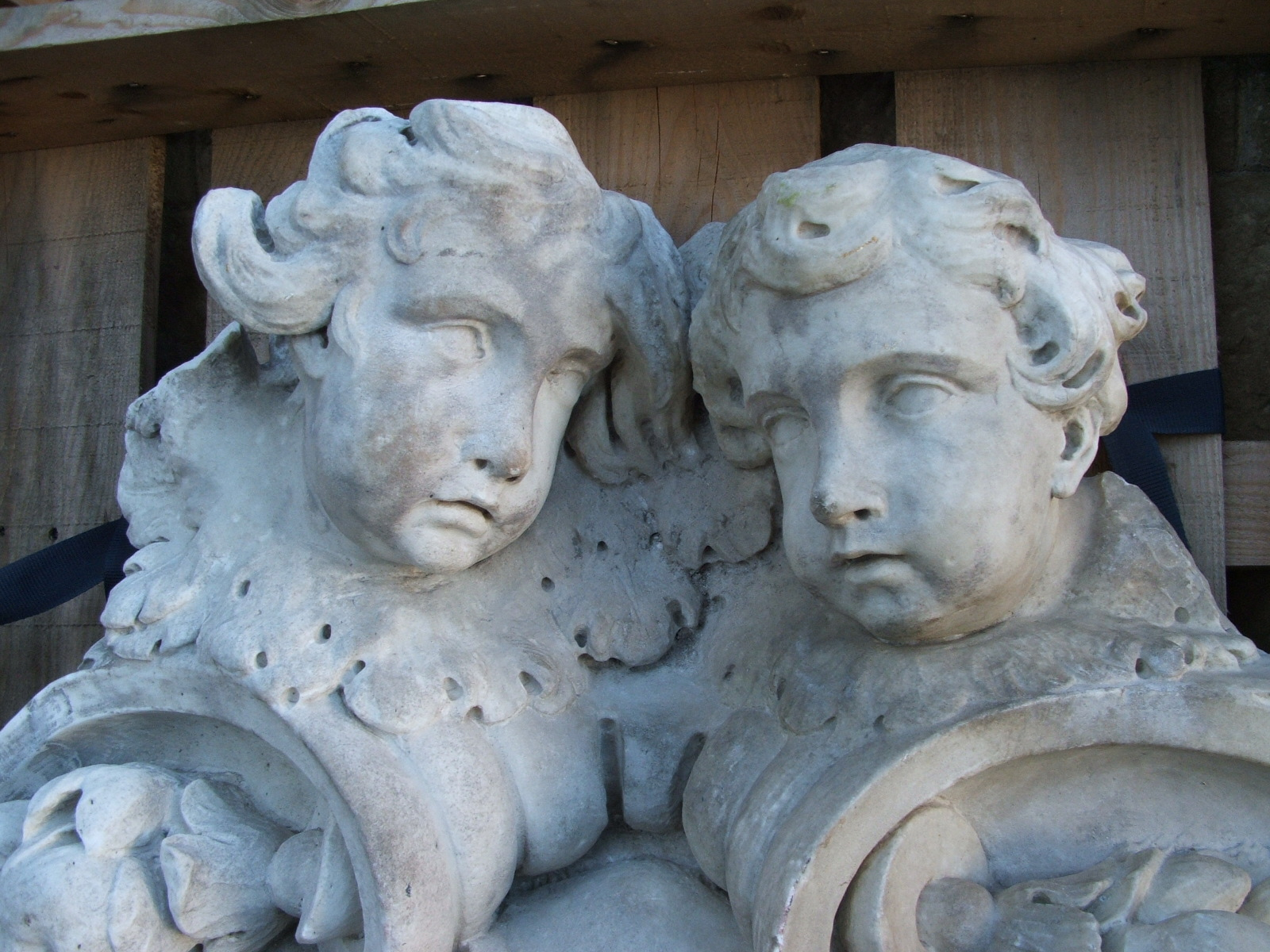
Estatuas en el patio del castillo.

Edificado sobre una villa rústica preexistente, construida a su vez sobre las murallas de Génova del siglo xvi (los muros perimetrales de esta villa, reutilizados en la remodelación, son visibles en el perímetro exterior), fue construido entre 1893 y 1905 según el proyecto de Gino Coppedè (en la época un arquitecto todavía poco conocido), contratado por el empresario florentino de origen británico Evan Mackenzie, cuya familia lo habitó durante veintisiete años, es decir, hasta su muerte.
El arquitecto era Gino Coppedè, nacido en Florencia en 1866, hijo de un artesano del mueble, que se afirmó con esta construcción, su primera realización. En ella Coppedè creó una peculiar versión de la tipología de la villa con forma de castillo de gusto ecléctico componiendo una vasta variedad de elementos históricos (el castillo medieval, el Palazzo Vecchio de Florencia…) y su realización es resultado de la experiencia de la Bottega dell'Arte, el laboratorio de su padre en Florencia. Trabajaron así en el Castillo Mackenzie, en colaboración con el arquitecto, varios artesanos, escultores, herreros, pintores (como su hermano Giorgio Coppedè)...
Con el Castillo Mackenzie nació una fórmula que obtuvo fortuna en Génova, y que fue repetida por el mismo Gino Coppedè en varias villas genovesas como el Castello Turckle en Capo di Santa Chiara, el Castello Coppedè en Priaruggia (habitado por el arquitecto) o el Castello Bruzzo en Circonvallazione a Monte.
Tras haber estado durante mucho tiempo en desuso y haber pasado de mano en mano entre diferentes propietarios (entre los cuales el coleccionista estadounidense Mitchell Wolfson) fue adquirido y restaurado por la Casa d'Aste Cambi, que lo dedicó, además de su sede, a polo museístico privado y sede de exposiciones temporales.
El atrio es, desde un punto de vista puramente arquitectónico, la parte mejor resuelta del complejo. En él están incluidos tanto el atrio propiamente dicho como la escalera que conduce a la primera planta. El mobiliario está constituido principalmente por una estatua de mármol de Venus, un trono de tres asientos, también de mármol, y una chimenea de grandes dimensiones; altas barandillas de hierro forjado lo separan de los patios interiores. Completan el conjunto restos de los dibujos a témpera de tema histórico de Carlo Coppedè que representan miembros de la familia Mackenzie.

## Historia

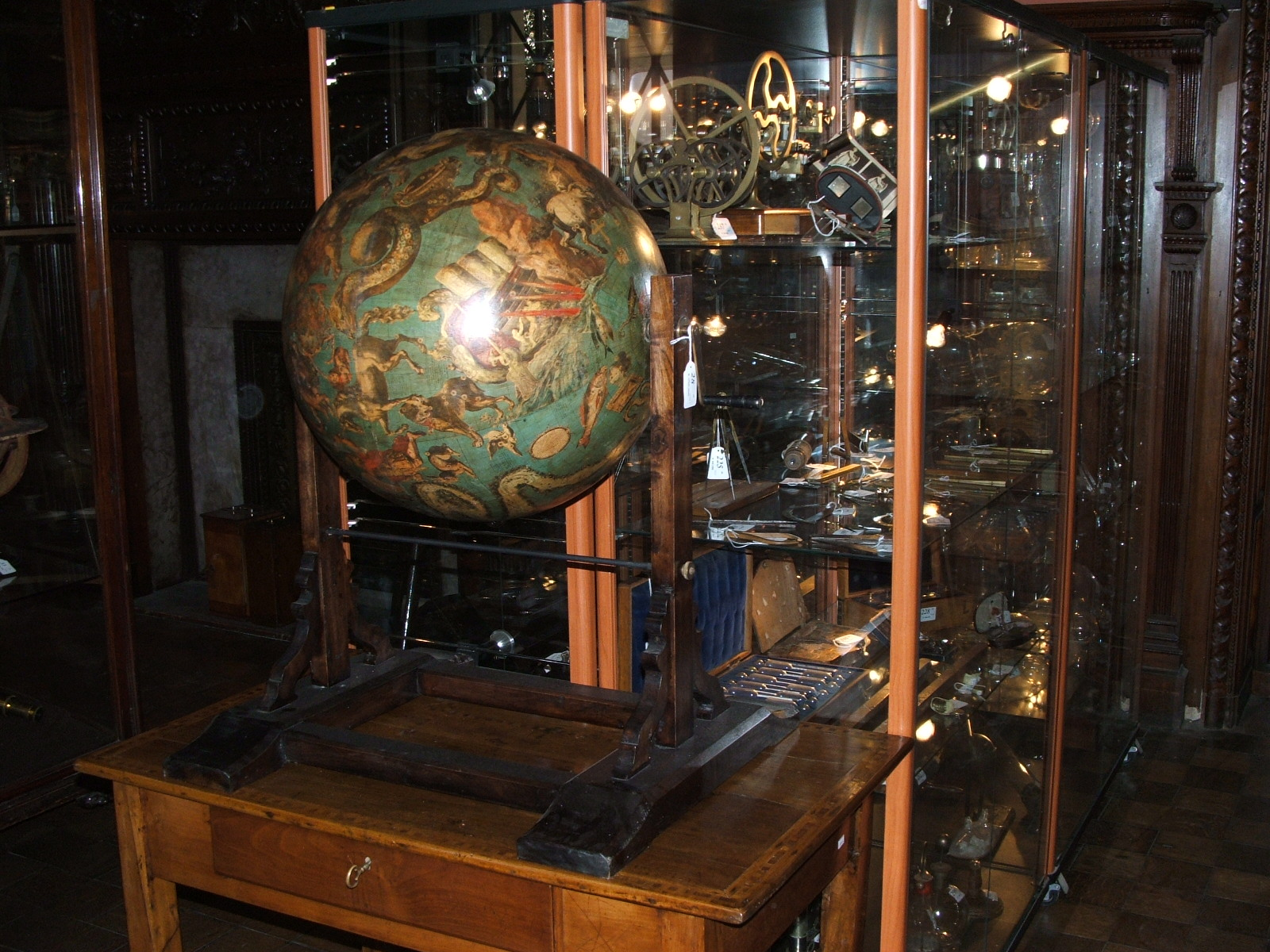
Un antiguo mapamundi en la sala de exposición de los instrumentos científicos.

El castillo fue concebido inicialmente como una villa con torre, pero las posteriores intervenciones, solicitadas por el cliente, determinaron la ampliación y modificación de la estructura hasta definir de manera diferente su aspecto.
En 1956 fue declarado monumento nacional, como ejemplo del estilo Coppedè. Treinta años después, en 1986, el coleccionista Wolfson (fundador del museo Wolfsoniana de Génova-Nervi) decidió comprarlo para instalar allí un museo con su colección de objetos y obras de arte de principios del siglo xx, pero en 1995 las obras de restauración fueron suspendidas y limitadas a las partes externas.
En 2002 el castillo fue comprado por la Casa d'Aste Cambi, que dispuso la remodelación de su interior según el proyecto del arquitecto Gianfranco Franchini. Una vez terminadas las obras de restauración en 2004, el edificio reabrió al público con ocasión de Génova ciudad europea de la cultura.

## Características arquitectónicas

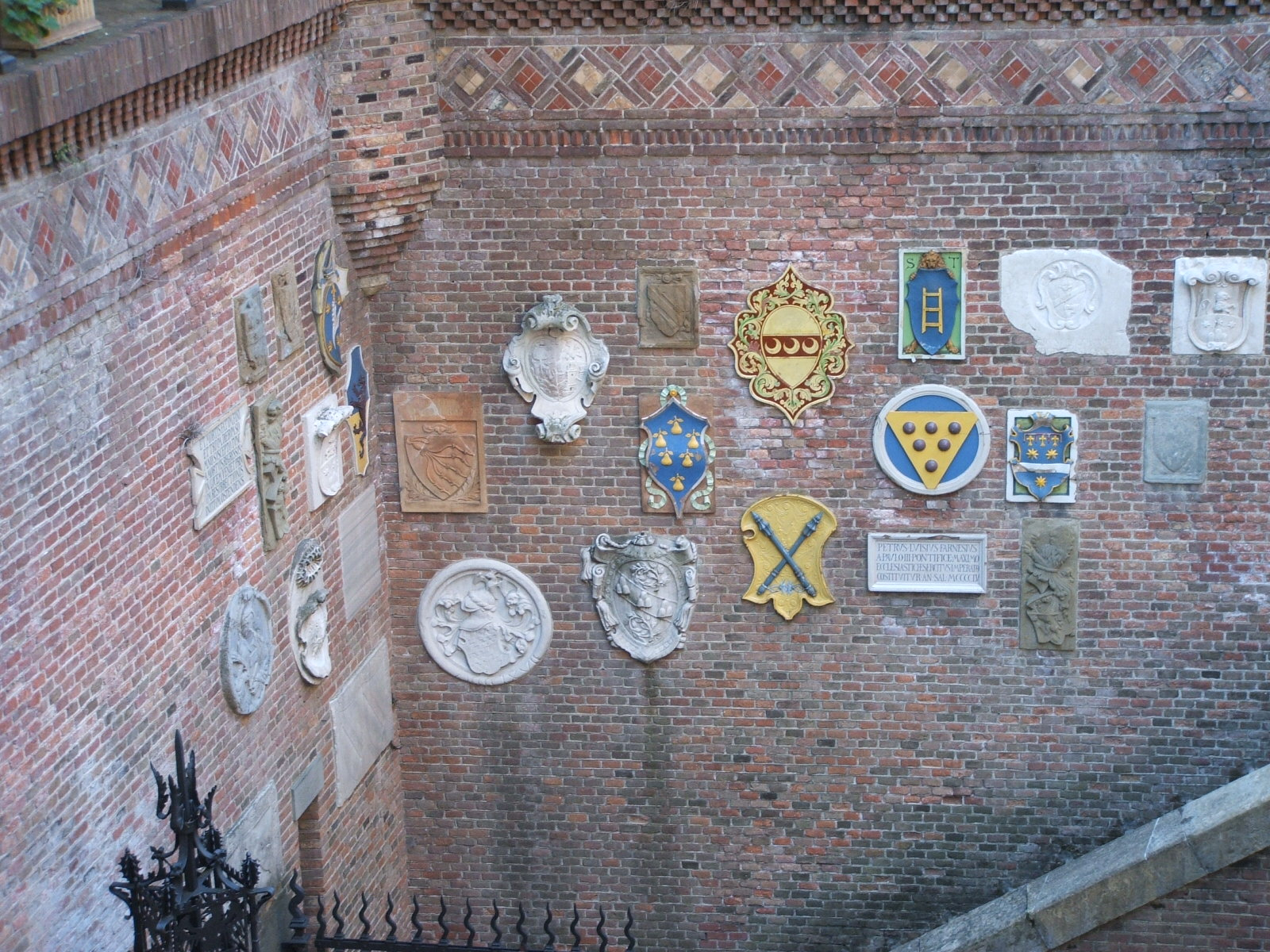
Escudos heráldicos en el patio interior.

Una peculiaridad del castillo se debe a las técnicas usadas en la fase de construcción. Pese a su aspecto renacentista, fue dotado de estructuras de vanguardia para la época, como el sistema de calefacción central (que proporcionaba también agua caliente a todos los baños), una piscina cubierta climatizada con una sauna anexa y un ascensor capaz de transportar hasta veinticinco personas.
Coppedè aprovechó la estructura original añadiéndola vigas, ladrillos y arenisca de La Spezia, enriqueciendo todo el conjunto con torres, edículos, escaleras que sobresalen y almenas, referencias explícitas al estilo renacentista toscano. En este contexto, resulta de particular relevancia el uso de cerámica a la manera de Della Robbia, con la aplicación de placas, escudos, vidrieras, y referencias al Palazzo Comunale y a la Torre del Mangia de Siena y al Palazzo Vecchio de Florencia, hasta una alusión a la Catedral de Pisa (presente en la copia del lámpara de Galileo). El taller artesano de Coppedè se ocupó, en particular, de las boiseries y de los techos a casetones de estilo del siglo xvi, todavía presentes en forma restaurada en muchas habitaciones del edificio.

## Biblioteca y capilla de familia
La biblioteca del castillo está subdividida en dos plantas unidas entre ellas mediante una escalera de caracol de madera. Antiguamente albergaba la colección de libros de Evan Mackenzie, exceptuada la colección dantesca, colocada en la habitación dedicada al escritor florentino en el interior de la torre; esta colección fue donada a la ciudad de Génova por la hija de Mackenzie tras la muerte de su padre, y actualmente está custodiada en la Biblioteca Cívica Berio.
La pequeña capilla de familia es de estilo gótico y alberga obras de relevancia como un elegante órgano, copias del Fra Angélico (la Anunciación y la Resurrección), estalos de taracea y vidrieras de plomo.